# Zoltán Nemere
Zoltán Nemere (n. 20 aprilie 1942, Bokod, Districtul Oroszlány, Komárom-Esztergom, Ungaria – d. 6 mai 2001, Felgyő, Districtul Csongrád, Csongrád-Csanád, Ungaria) a fost un scrimer ce a reprezentat Ungaria, medaliat olimpic. A participat la 2 ediții ale Jocurilor Olimpice (1964, 1968) în care a câștigat o medalie de aur.